# Districte de Lyallpur
El districte de Lyallpur fou una divisió administrativa de Panjab i després del Panjab (Pakistan) formada l'1 de desembre de 1904, que va existir fins al 1977 quan fou rebatejat districte de Faisalabad en honor del rei Faisal ibn Abd-al-Aziz de l'Aràbia Saudita. La capital era Lyallpur que fou reanomenada igualment Faisalabad. Sota domini britànic el districte fou part de la divisió de Multan.
El districte es va formar amb parts del districte de Jhang i parts del districte de Montgomery i ocupava les terres entre el Chenab i el Ravi. La superfície era de 7964 km² i la població era de 654.666 habitants (cens local del 29 de setembre de 1906). Administrativament estava format per tres tehsils:
- Lyallpur
- Samundri
- Toba Tek Singh

El tahsil de Lyallpur tenia una superfície de 2.334 km² i població (1906) de 239.405 habitants. La capital del districte i el tehsil era Lyallpur amb 13.483 habitants i hi havia altres 304 pobles el principal dels quals Chiniot Road (1.276 habitants).
El subtehsil de Jaranwala va esdevenir més tard tehsil a part completa.
Vegeu: Districte de Faisalabad